# Скавронік Віктор Миколайович
Віктор Миколайович Скавронік (нар. 5 січня 1955, Жовтень) — український юрист, письменник, краєзнавець. Кандидат юридичних наук (2002), Заслужений юрист України (2010), суддя у відставці (2010), лауреат літературно-духовної премії преподобного Серафима Саровського (1999).

## Життєпис
Народився 5 січня 1955 року в родині селян-колгоспників, яка мешкала в селі Юрашеве (Великомихайлівського району) Одеської області.
У 1961—1971  рр. Віктор Скавронік отримав середню освіту. У 1973—1975 рр. проходив строкову військову службу в Одеському військовому окрузі Радянської Армії. Про передовий досвід старшого механіка-водія середніх танків 1 класу, сержанта, відмінника військової служби двічі публікувала замітки окружна газета «Захисник Вітчизни». У 1980 році закінчив Одеський державний (нині національний) університет ім. І. І. Мечникова.
Після отримання юридичної освіти з 1980 до 1993 рр. працював помічником прокурора і слідчим прокуратури Великомихайлівського, прокурором Любашівського і Кілійського, заступником прокурора Центрального району міста Одеси, а з 1992 до 2010 рр. — суддею Центрального районного суду міста Одеси та суддею 1 класу апеляційних судів Одеської області і Києва. З 2 листопада 2010 року — суддя у відставці.
За час роботи отримав декілька десятків подяк, відзнак і нагород, зокрема, Почесну відзнаку Вищої ради юстиції України (2005), Почесну грамоту Державної судової адміністрації України (2008), «Хрест пошани» і настільний ексклюзивний знак «Тризуб» Служби безпеки України (2010), орден Рівноапостольного Князя Володимира III ступеня (2006) та орден Святого Миколая Чудотворця (2011). Найвагомішою серед нагород і відзнак є державна нагорода — почесне звання «Заслужений юрист України». За 35 років служби у війську і професійної діяльності стягнень не мав. За період професійної діяльності В. М. Скавронік постійно самовдосконалювався та покращував теоретичні і практичні знання: у Всесоюзному інституті підвищення кваліфікації слідчих СРСР (Ленінград, 1983), у Харківському філіалі Інституту підвищення кваліфікації керівних кадрів Прокуратури СРСР (Харків, 1985, 1987), в Інституті підвищення кваліфікації керівних кадрів Прокуратури СРСР (Москва, 1989), в Академії суддів України (Київ, 1995).
Найбільш резонансними кримінальними справами, розглянутими під головуванням судді Скавроніка В. М., були:
- 101-томна справа щодо банди Десятника (21 засуджений за різні злочини: вбивство, розбої, грабежі, шахрайство, крадіжки на території Одеської, Кіровоградської, Вінницької та Київської областей, керівник слідчої групи — старший слідчий в особливо важливих справах Генеральної прокуратури України, державний радник юстиції 3 класу Климович Галина Іванівна);
- 331-томна кримінальна справа Слідчого Управління Служби безпеки України (ст. слідчий полковник Удовиченко В. М., куратори — генерали Вовк В. В. і Герасименко М. М.) за ч. 2 ст. 442 (геноцид) Кримінального кодексу України щодо Сталіна Й. В., Молотова В. М., Кагановича Л. М. та інших (усього 7 осіб)[2]. 1) Вирок 2003 р та постанова 2010 р. у вказаних справах залишені Верховним Судом України без змін і набули чинності[3].

## Наукові, творчі і краєзнавчі досягнення
Зі студентських років відвідув гурток з поглибленого вивчення теорії держави і права, яким керував його викладач і наставник, український вчений-конституціоналіст, академік Академії правових наук України, доктор юридичних наук, професор, Заслужений діяч науки і техніки України, почесний професор Національного університету «Одеська юридична академія» Марко Пилипович Орзіх (1925—2016).
У 2002 році захистив дисертацію на здобуття наукового ступеня кандидата юридичних наук за темою «Адміністративно-юрисдикційна діяльність суду» (науковий керівник — доктор юридичних наук, професор, Заслужений діяч науки і техніки України Євген Васильович Додін) (1931—2020). В. М. Скавронік має 12 наукових праць.
Віктор Скавронік є автором 8 поетичних збірок, 2 з яких — це вірші для дітей дошкільного і шкільного віку «Цвіти, розквітай, Україно» і «Дванадцять місяців», на які композиторами з Чернівців і Тернополя Зеновією Присухіною, Сергієм Петросяном та Іваном Дердою, народним артистом України, покладено на музику. Писали пісні на поезії автора для дорослих (біля 50 віршів) й такі композитори як Світлана Перепілович (Одеса) та Юрій Бірковий (Тернопіль). За збірку «Вертаймо до Бога!» Віктору Скавроніку присуджена Літературно-духовна премія преподобного Серафима Саровського (1999). Йому також вручено Сертифікат Міжнародного товариства пушкіністів (м. Нью-Йорк, США), як учаснику і переможцю 13 Міжнародного поетичного конкурсу 2003 року «Пушкінська ліра» за один з кращих віршів, присвячених О. С. Пушкіну. За поетичне життя (з 1979 року) автором проведено десятки поетичних вечорів та зустрічей.

## Громадська діяльність
З 1978 до 1980 рр., ще студентом, Віктор Скавронік читав лекції в одеських та приміських школах. Впродовж більше 30 років професійної діяльності він сотні разів виступав з доповідями, лекціями на партгоспактивах, сесіях та засіданнях виконкомів районних і сільських рад, тематичних конференціях, сходах громадян в населених пунктах Великомихайлівського, Любашівського і Кілійського районів, а також у Центральному районі міста Одеси, в прокуратурах яких він працював. З 1984 до 1990 р. прокурор Віктор Скавронік 4 рази обирався депутатом Любашівської і Кілійської районних рад народних депутатів.
З 1999—2004 рр. В. М. Скавронік брав активну участь у діяльності Міжнародної організації «Лицарський орден Архистратига Михаїла», яка діє під патронатом Святійшого Патріарха Київського та всієї Руси-України Філарета, був її співзасновником та суддею Суду Честі ордену. Має титул графа.
У 2011—2013 рр. Віктор Скавронік був ініціатором і активним учасником відродження рідних сіл Юрашеве, Чапаєве (Воробіївка), Воробйово-Іванівка, Новогідулянівка та Іванівка на Великомихайлівщині в Одеській області. За активної участі земляків були проведені суботники з упорядкування цвинтарів сіл, встановлено на них і освячено Поклінні Хрести, а в світлиці (великій кімнаті) батьківської оселі подружжям Віктора і Оксани Скавронік облаштовано фото-портретну галерею роду Коваленків-Скавроніків-Циганових.

## Публіцистика
- Скавронік В. М. Анатолій Григорович Довгонос. Вибраний музою, або шляхами книги поезій Анатолія Довгоноса «Чолом тобі, життя» // Наша школа. -1993. — № 2. — С. 81–84.
- Скавронік В. М. Твої права в тобі //«Тернопільський оглядач (ТО)». — 2008. — № 43.– С. 7.
- Скавронік В. М. Десять кроків назустріч собі, або працювати чи святкувати? // «Єдність». — 2012. — № 8.
- Скавронік В. М. Свято духовного єднання // «Єдність». — 2012 р. — 06 червня.
- Скавронік В. М. Гідні бути людьми // «Єдність»: Газета Великомих-го р-ну Одес. обл.-2012.- № 45 (9721)
- Скавронік В. М. Омріяна зустріч. //«Єдність»: Газета Великомих-го р-ну Одес. — 2012. — № 74 (9750)
- Скавронік В. М. Відродження рідних сіл — свята справа // «Єдність»: Газета Великомих-го р-ну Одес. обл. — 2012. — № 100 (9776)
- Скавронік В. М. Благословенна на довге життя //«Єдність»: Газета Великомих-го р-ну Одес. обл. — 2013. — № 29 (9806)
- Скавронік В. М. Кримінальна справа про геноцид в Україні: особливості попереднього розгляду апеляційним судом та проблеми об'єктивного обчислення кількості жертв. — Міжнародна конференція «Штучні голоди в Україні XX століття» від 16.05.2016 р. Київ, 2018. — 724 с.